# JR貨物UT16C形コンテナ
UT16C形コンテナ（UT16Cがたコンテナ）は、日本貨物鉄道（JR貨物）輸送用として籍を編入している、20 ft 形の私有コンテナ（タンクコンテナ）である。

## 概要
本形式の数字部位 「 16 」は、コンテナの容積を元に決定される。このコンテナ容積16 m3の算出は、厳密には端数を四捨五入計算の為に、内容積が15.5 m3 - 16.4 m3の間に属するコンテナが対象となる。また形式末尾のアルファベット一桁部位 「 C 」は、コンテナの使用用途（主たる目的）が 「 危険品の輸送 」を表す記号として付与されている。

## 特記事項
このコンテナには、液体積載用とガス積載用（ただし、積荷としては液化ガス状態）の二種類の積荷に適した構造が同居している。ただしガスタンクコンテナは、ガス圧上の昇防止用に遮熱板（いわゆる、「キセ」と呼ばれる金属製の日除けカバー）で、タンクの上部が全面一体型で覆われている。また各ガスタンク式コンテナの共通特長として、片妻壁側のタンク球体面中央部位には、16個前後のボルトで止められたマンホール蓋（タンク内の点検口）が、必ず設置されている。
また、信越化学所有の8003 - 8006番（メチルトリクロロシラン）を積載している20 ft 型のタンクコンテナは、国内法令上の最大総重量限度一杯となっている24 t 級と重量のあるコンテナとなっている。この24 t 制限により、元々は同一積荷を積載するために先行してUT15C-8001番コンテナを（日本車輌製造）で、自重4.8 t・積荷19.2 t として製作して輸送していた。
しかし、少しでも多くの積載容量を確保するために当形式の8003 - 8006番では、別メーカー（極東開発工業）製造による改良点としてタンク保護枠に使用している、両側面の筋交い本数を半分に削減した。これにより、構造強度基準を確保ししつつ自重を約700 kgほど減量して逆に積荷の積載容量が増し、コンテナ形式も旧形式のUT15C形から新形式のUT16C形へと変わった。

## 番台・番号別概説

### 8000番台

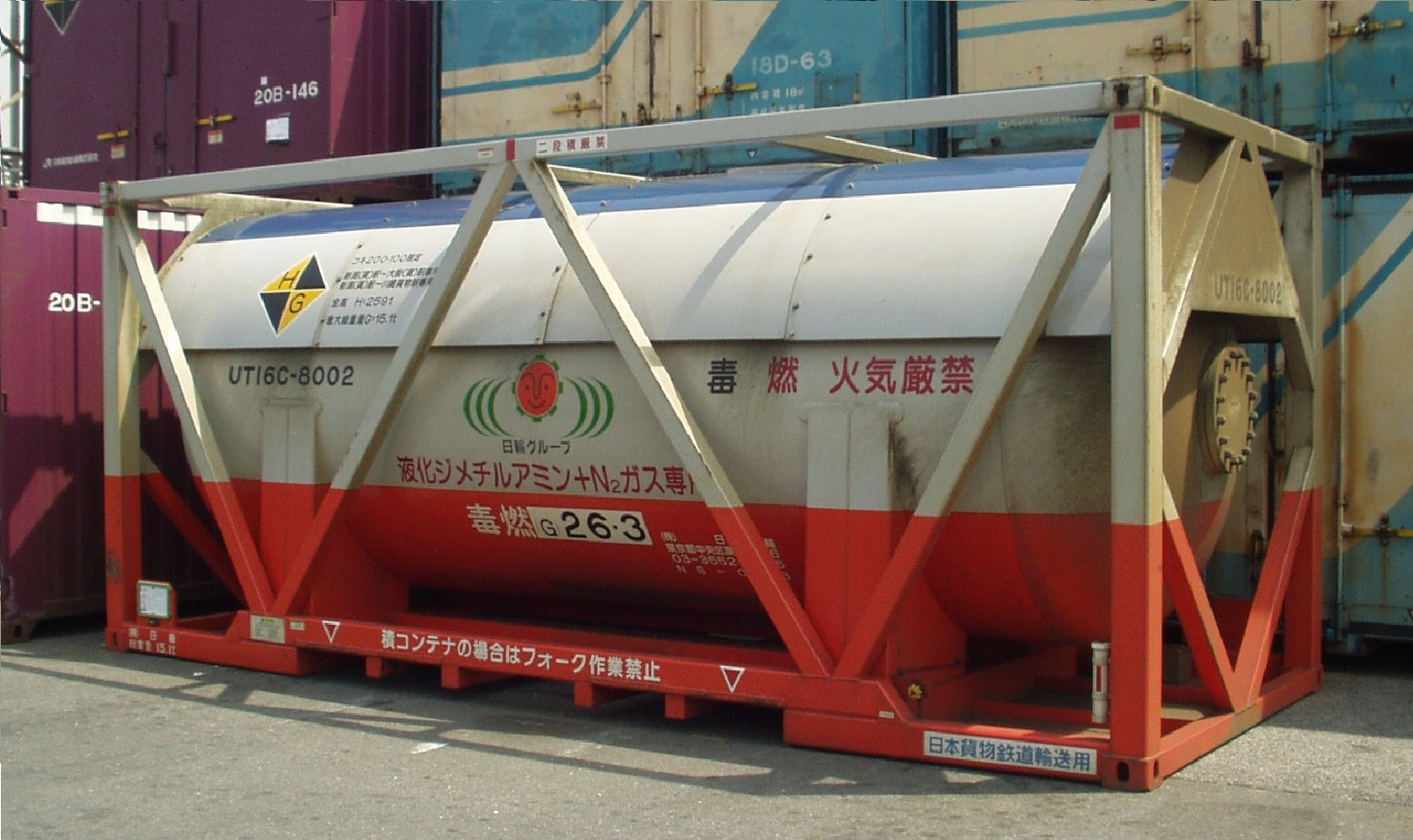
日輪所有の液化ガスタンク仕様、UT16C-8002。※右側妻壁側中央部位には、ガスタンク仕様特有の円形の点検口が見える。大阪貨物(タ)にて、2003年4月7日撮影。

8001 ・ 8002【2個】
日輪所有。20 ft、ガスタンクコンテナ。積荷はジメチルアミン専用（化成品分類番号＝毒 燃（G）26.3）。総重量15.1t。規格外ハローマーク（G=総重量・H=全高）付き。コンテナ最上部での作業用ハシゴは、片側面のみに設置。タンク保護枠付き四角形外観。積荷積載時の2段積禁止。
※総重量15.1 t の重量級コンテナのために荷役の安全上、両側面下部のフォークポケット部位には「積コンテナの場合はフォーク作業禁止」の表記がある。また積載貨車を指定する「コキ100 ・ 200」の標記もある。
　　↓
日新運輸所有、三菱ガス化学借受に変更。他、「コキ100積載限定」標記の変更および、輸送区間標記の廃止以外は変更なし。
8003 - 8006【4個】
信越化学工業所有。20 ft、タンクコンテナ。積荷はメチルトリクロロシラン(KA-13)（化成品分類番号＝燃（禁水）34専用。自重4.8 t、総重量24.0 t。規格外ハローマーク（G=総重量・H=全高）付き。（極東開発）製造。倉賀野駅 - 黒井駅間輸送専用。コンテナ最上部での作業用ハシゴは、片側面のみに設置。タンク保護枠付き四角形外観。積荷積載時の2段積禁止。
※総重量24 t の重量級コンテナのために、フォークポケットはなくトップリフターの荷役作業となる。また積載貨車を指定する「コキ106 ・ 200形式貨車限定」の標記もある。

## 外部サイト
- コンテナの絵本
- コンテナ日和